# Marceli Pustelniak
Marceli Pustelniak (ur. 26 kwietnia 1899 w Czerniowcach, zm. 1 czerwca 1987 w Wielkiej Brytanii) – podpułkownik obserwator Wojska Polskiego.

## Życiorys
Urodził się 26 kwietnia 1899 w Czerniowcach. Był synem Franciszka i Malwiny z domu Skólskiej.
Po zakończeniu I wojny światowej został przyjęty do Wojska Polskiego. Został awansowany na stopień porucznika piechoty ze starszeństwem z dniem 1 marca 1921. Był oficerem 48 pułk piechoty w Stanisławowie. Później został zweryfikowany w stopniu porucznika w korpusie oficerów lotnictwa ze starszeństwem z dniem 1 marca 1921. Na przełomie lat 20./20. był oficerem 6 pułku lotniczego we Lwowie. Został awansowany na stopień kapitana w korpusie oficerów aeronautyki z dniem 1 stycznia 1932. 10 kwietnia 1932 w Sanoku poślubił Janinę Zofię Rogozińską (ur. 1906). Od sierpnia 1932 krótkotrwale był dowódcą 61 eskadry liniowej, a potem od stycznia do grudnia 1933 dowodził 64 eskadrą bombową. Według stanu z marca 1939 służył w Dowództwie Lotnictwa Ministerstwa Spraw Wojskowych.
Podczas II wojny światowej przedostał się na Zachód. Służył w Polskich Siłach Powietrznych w Wielkiej Brytanii i w RAF (posiadał numer służbowy P-0901). Po wojnie pozostał na emigracji w Wielkiej Brytanii. Jako zamieszkujący w Nottingham Marcel Pustelniak został naturalizowany w Wielkiej Brytanii 18 sierpnia 1964. Do końca życia pozostawał w stopniu podpułkownika obserwatora i brytyjskim W/Cdr.
Zmarł 1 czerwca 1987. Został pochowany na cmentarzu w Newark-on-Trent.

## Ordery i odznaczenia
- Krzyż Walecznych (przed 1923)[6]
- Medal Lotniczy (czterokrotnie)[3]
- Srebrny Krzyż Zasługi (19 marca 1935)[14][12]